# Poratzer Moränenlandschaft
Koordinaten: 53° 2′ 59″ N, 13° 49′ 11″ O

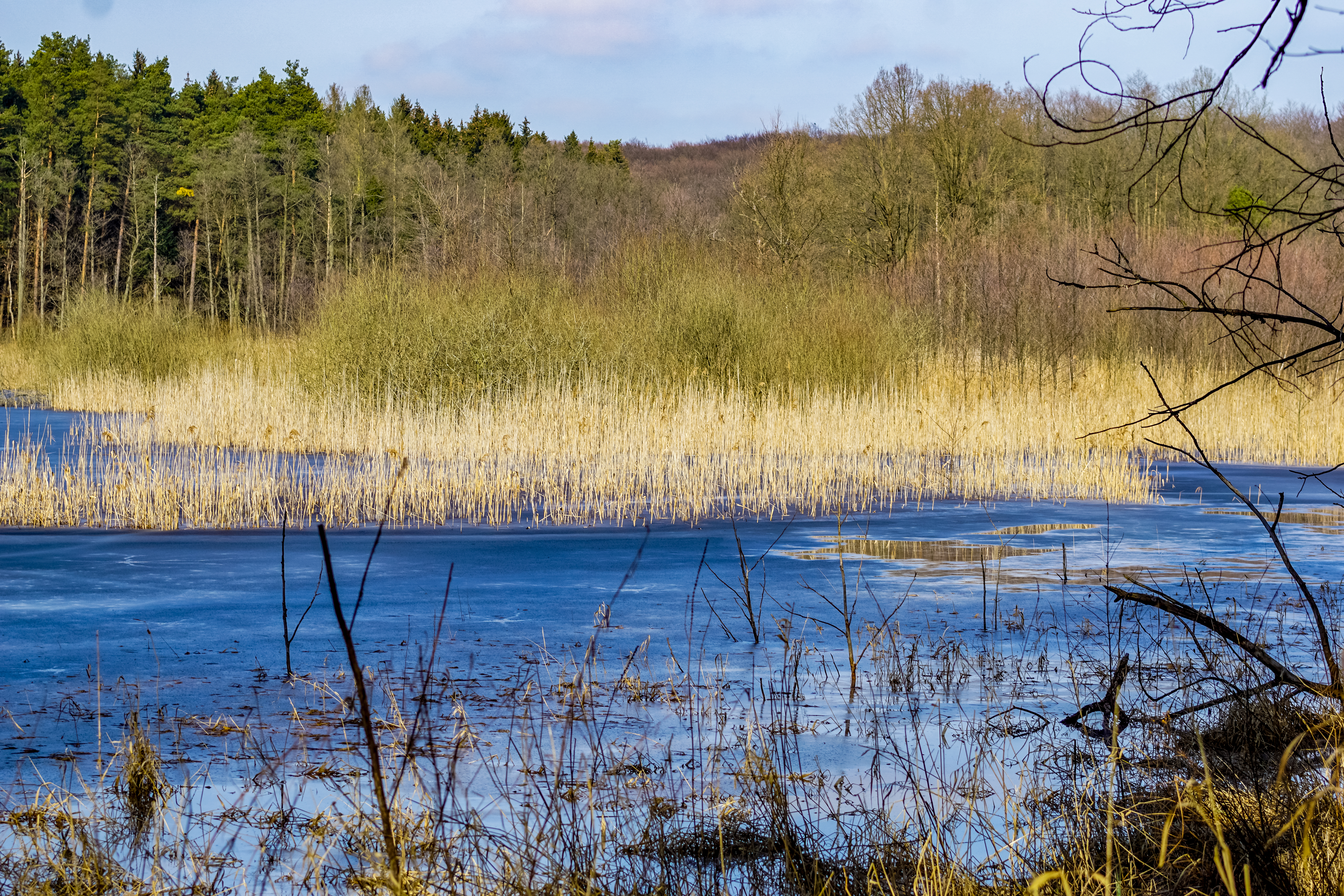
Kleiner Kelpinsee im Winter

Das Naturschutzgebiet Poratzer Moränenlandschaft liegt auf dem Gebiet der Landkreise Uckermark und  Barnim in Brandenburg.
Das 3908,78 ha große Naturschutzgebiet, das mit Verordnung vom 1. Oktober 1990 unter Naturschutz gestellt wurde, erstreckt sich zwischen Hessenhagen, einem Ortsteil der Gemeinde Flieth-Stegelitz, im Nordwesten und Glambeck, einem Wohnplatz der Gemeinde Friedrichswalde, im Süden. Es umfasst u. a. diese Seen: Gelandsee, Schmaler Temmensee, Laagensee und Briesensee.
Die Landesstraße L 241 führt am nordwestlichen Rand des Gebietes vorbei, die A 11 am östlichen Rand.
Mitten im Naturschutzgebiet liegt Poratz, ein Ortsteil der Gemeinde Temmen-Ringenwalde.

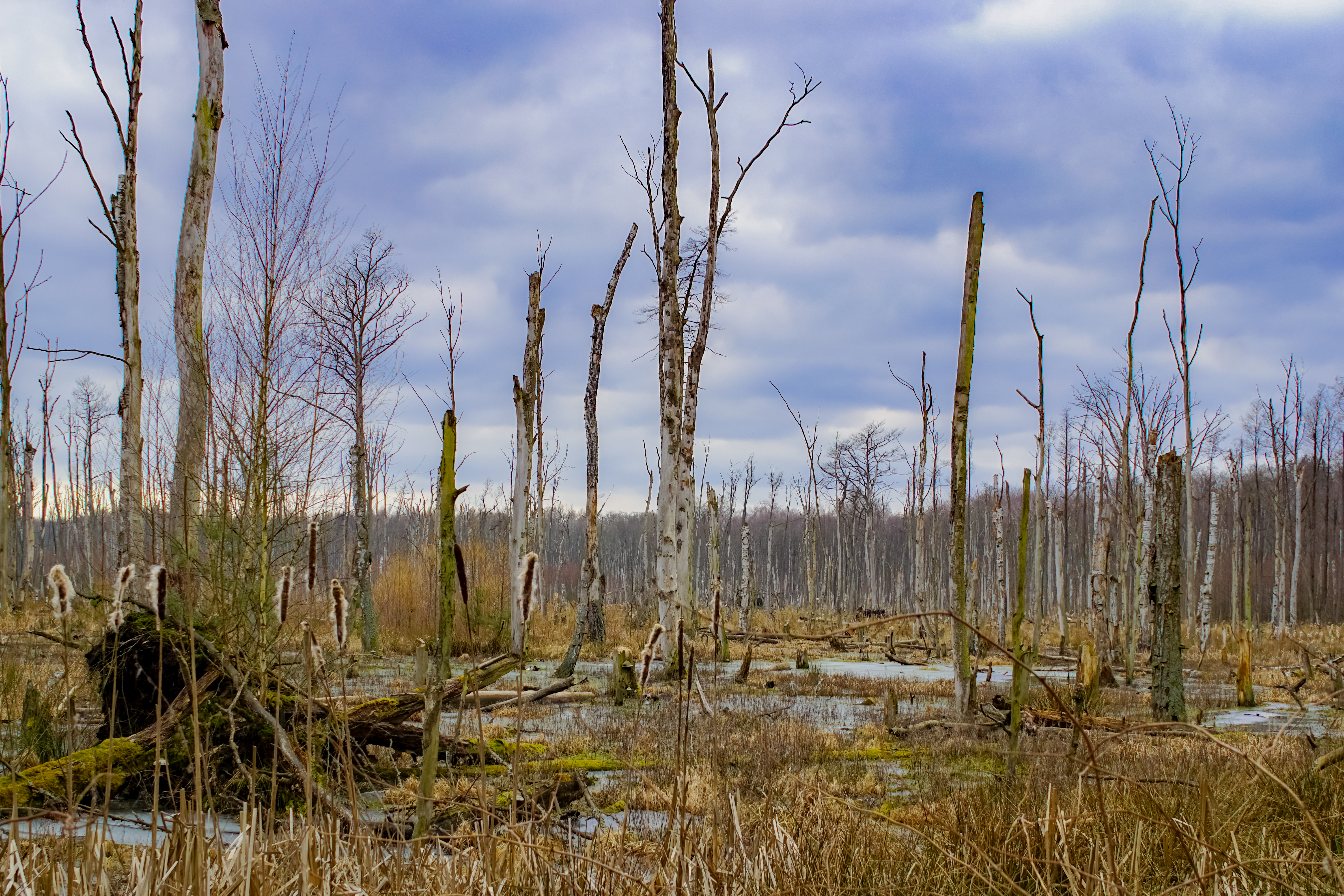
Sumpfgebiet bei Poratz